# Leptonetela deltshevi
Espèce
Synonymes
- Protoleptoneta deltshevi Brignoli, 1979

Leptonetela deltshevi est une espèce d'araignées aranéomorphes de la famille des Leptonetidae.

## Distribution
Cette espèce est endémique de Turquie.

## Étymologie
Cette espèce est nommée en l'honneur de Christo Deltshev.

## Publication originale
- Brignoli, 1979 : Spiders from Turkey, VI. Four new species from the coast of the Black Sea (Araneae). Bulletin of the British Arachnological Socity, vol. 4, no 7, p. 310-313.